# Dilution homéopathique
La dilution homéopathique est un procédé utilisé en homéopathie. Elle constitue une base essentielle dans la fabrication des préparations homéopathiques.
Une dilution homéopathique résulte du mélange d’une teinture mère, issue d’une souche, avec un solvant. On appelle “souche” la matière première (végétale, animale, minérale ou chimique) qui sera utilisée pour constituer la teinture mère. S’il existe des traces de la “substance active” pour les dilutions les plus faibles, les traces de la "substance active" introduite diminuent voire disparaissent dans les plus fortes dilutions, au-dessus de 12CH.

## Le principe de la dilution homéopathique
Le principe de la dilution homéopathique repose sur le principe de similitude énoncé par Samuel Hahnemann en 1790, et par Hippocrate il y a 2 000 ans, avec l’idée selon laquelle « similia similibus curantur », c'est-à-dire « les semblables sont guéris par les semblables ». Dit autrement, les homéopathes considèrent que toute substance capable de provoquer des symptômes chez un individu sain peut, à dose faible (dans une dilution), faire disparaître ces mêmes symptômes chez un individu malade.
Se fondant sur ce principe spécifique de similitude, les préparations homéopathiques sont élaborées à partir de dilutions de souches d’origine :
- végétale : on utilise soit une plante entière, soit une partie d’une plante (feuilles, fleurs…)
- animale (ou sécrétions animales)
- minérale :  comme le soufre, le mercure ou le sel marin
- chimique

Si la souche utilisée pour la dilution homéopathique est insoluble à l’état brut (minerai), il faut procéder en amont à une dilution de cette substance insoluble. La souche choisie est alors travaillée via divers procédés, comme la trituration, pour obtenir une teinture mère. Cette teinture mère sert de soluté qui est dilué dans un solvant (eau ou éthanol).
La dilution homéopathique est obtenue en répétant l’opération à plusieurs reprises. À chaque dilution de cette teinture mère dans le solvant, la préparation est soumise à la technique de dynamisation, c’est-à-dire à des secousses répétées pour « activer » et « libérer l’information » qui se trouve dans la teinture mère[réf. souhaitée].
Il existe ainsi deux familles de dilutions homéopathiques :
- les dilutions hahnemanniennes (CH et DH)
- les dilutions korsakoviennes (K)

À chacune de ces familles prévaut un degré spécifique de dilution. On distingue ainsi 5 types de degrés de dilution :
- les très basses dilutions : 1 à 5 DH (aussi noté D1 à D5)
- les basses dilutions : 3 à 5 CH ou 6 à 10 DH (aussi noté C3 à C5 ou D6 à D10)
- les moyennes dilutions : 7 à 9 CH
- les hautes dilutions : 12 à 30 CH
- les très hautes dilutions : supérieures à 30 CH et les dilutions de Korsakov

La dilution est directement liée à la posologie du traitement homéopathique. La dilution choisie par un homéopathe lorsqu’il fait sa prescription dépend des symptômes. D’une dilution à l’autre, le traitement et les résultats selon les homéopathes sont différents.
La contradiction entre effets supposés et absence de substance active constitue l'une des principales critiques contre l'homéopathie.

## Les grandes familles de dilutions homéopathiques

### Les dilutions des substances insolubles
Certaines souches homéopathiques (comme certains minerais) ne peuvent pas être directement dissoutes dans un solvant pour élaborer une teinture mère.
Dans ce cas, on passe par la technique de la trituration. La trituration est le nom du procédé employé pour diluer dans du lactose une souche homéopathique solide insoluble, et ainsi produire une teinture mère très concentrée en principes actifs, essentielle pour pouvoir passer à l’étape de la dilution. Ce procédé permet d’obtenir un seuil de solubilité requis pour préparer la teinture mère.
Plus concrètement, une souche solide, comme du calcaire d’huître, est broyée dans du lactose : c’est la première étape de la trituration. La solution est ensuite mélangée à du solvant afin d’obtenir une teinture mère, c’est la dernière étape de la trituration. Une fois obtenue, cette teinture mère subit des dilutions et dynamisations successives pour obtenir la solution homéopathique.

### La dilution Centésimale Hahnemannienne (CH)
La dilution “centésimale hahnemannienne” (CH) tient son nom du fondateur de l’homéopathie, le médecin Samuel Hahnemann.

#### Principe
En 1790, alors qu’il est en train de traduire le livre Traité des maladies médicales de William Cullen, médecin écossais, Samuel Hahnemann se trouve en contradiction avec les théories préconisées dans le traité sur le quinquina du Pérou. Pour juger de la valeur de ce traitement, il décide d’expérimenter cette influence et d’en observer les effets sur lui-même. Il constate qu’utilisé à faible dose pour lutter contre les symptômes du paludisme, le quinquina provoque de fortes fièvres ressemblant superficiellement à cette maladie. Ayant répété plusieurs fois l'expérience, il s’aperçoit que dès qu'il absorbe du quinquina son état fébrile se déclenche et qu’il disparaît une fois qu’il a cessé d’en prendre.
Afin de pallier cet inconvénient et inspiré par la loi de similitude énoncée par Hippocrate, il lui vient alors l'idée qu'une petite dose de poison pourrait avoir un effet soignant sur une pathologie aux symptômes analogues. Il envisage donc une procédure qui consiste à diluer le remède de manière décimale (DH pour décimale hahnemannienne) ou centésimale (CH pour centésimale hahnemannienne) pour atteindre rapidement le niveau infinitésimal.
C'est la naissance de l'homéopathie, art de soigner par le « même », ou selon l'adaptation en latin d'un précepte du corpus hippocratique, « Similia similibus curentur », "Que le même soigne le même !".
La dilution CH est la dilution la plus courante en France, qui s'exprime mathématiquement de la manière suivante : x CH = 10-2x
Ainsi, par exemple, 5 CH = 10(–2 × 5) = 10–10 = 0,0000000001 soit un dix-milliardième. Concrètement, une dilution CH s'effectue en prenant un volume de la teinture mère et en complétant avec 99 volumes de solvant neutre. La solution obtenue est alors fortement agitée : c’est l’étape de la dynamisation, qui permet d’obtenir le premier niveau de la dilution, soit 1 CH = 1 % = 0,01, rarement prescrite.
On répète l'opération en prenant un volume de la solution à 1 CH et en complétant avec 99 volumes de solvant, puis on dynamise la solution pour obtenir 2 CH. On réitère comme cela jusqu'à obtention en CH de la dilution souhaitée. Il existe des dilutions pouvant atteindre 30 CH, soit une dilution par 10-60 de la teinture mère. 
Les dilutions successives contiennent en moyenne en molécules issues de la teinture mère :
| CH                                          | 1    | 2    | 3    | 4    | 5    | 6    | 7  | 8   | 9         | 10     | 11  | 12 | > 12 |
| Nombre moyen de molécules actives par litre | 1022 | 1020 | 1018 | 1016 | 1014 | 1012 | 10 | 108 | 1 000 000 | 10 000 | 100 | 1  | < 1  |

Entre la 11e et la 12e CH, il n’y a en moyenne plus qu’une molécule de la substance de départ dans la préparation. Au-delà de 12 CH, la solution contient donc moins d’une molécule de la substance de départ.

#### Illustration des centésimales hahnemanniennes
| Dilution        | Échelle | Expression            | Exemples |
| --------------- | --- | --------------------- | --- |
| 1DH             | 0,1 | 1 : dix               | 1 dl (un verre à vin) dans 1 litre d'eau |
| 1CH             | 0,01 | 1 : cent              | 1 centilitre dans 1 litre d'eau |
| 2CH             | 0,0001 | 1 : dix mille         | 1 millilitre dans 10 litres d'eau |
| 3CH             | 0,000001 | 1 : 1 million         | 1 millilitre (soit 1 cm3) dans 1 mètre cube d'eau (1 000 litres)                                                                                 |
| 4CH             | 0,00000001                                                                                                   | 1 : 100 millions      | 0,25 litre (un demi de bière) dans 25 000 m3 d'eau, soit 10 piscines olympiques de 50 m de longueur, 25 m de largeur et 2 m de profondeur)       |
| 5CH             | 0,0000000001                                                                                                 | 1 : 10 milliards      | Le même verre de bière dans 1 000 piscines olympiques aux mêmes dimensions                                                                       |
| 7CH             | 0,00000000000001                                                                                             | 1 : 100 billions      | 0,89 nanolitre (~1 nanolitre) dans le lac Léman.                                                                                                 |
| 9CH             | 0,000000000000000001                                                                                         | 1 : 1 trillion        | 1,32 nanolitre d'eau dilué dans la totalité des océans de la terre (1 320 000 000 km3)                                                           |
| 12CH            | 0,000000000000000000000001                                                                                   | 1 : 1 quadrillion     | 12,7 CH donne une goutte de solution dans l'ensemble du volume d'eau sur Terre.                                                                  |
| 15CH            | 0,000000000000000000000000000001                                                                             | 1 : 1 quintillion     | 14,2 CH donne une goutte de solution dans le volume de la Terre. 15 CH donne une molécule dans 30 tonnes d'eau (30 m3 d'eau, un camion-citerne). |
| 30CH            | 0,000 000 000 000 000 000 000 000 000 000 000 000 000 000 000 000 000 000 000 001                            | 1 : 1 décillion       | 1 litre de solution dans la galaxie de la Voie lactée (voir aussi les ordres de grandeur)                                                        |
| 40CH            | 0,000 000 000 000 000 000 000 000 000 000 000 000 000 000 000 000 000 000 000 000 000 000 000 000 000 000 01 | 1 : 100 trédécillions | Une molécule de principe actif dans l'ensemble de l'univers observable (la masse de l'univers est estimé à environ 1080 atomes)                  |
| 200CH (ou 200K) | |                       | Dilution du remède populaire contre les états grippaux Oscillococcinum (réalisée selon la méthode korsakovienne : 200K]                          |

#### Le principe de dynamisation
La préparation d’une solution homéopathique se divise en deux parties : la dilution et la dynamisation. Après chaque dilution, la solution reçoit des séries de succussions (ou chocs), c’est-à-dire qu’elle est fortement agitée.
Cette dynamisation permettrait de libérer l’information de la substance médicinale en provoquant la formation de nanoparticules qui gardent l’empreinte de la substance d'origine et donc de l’information qu’elle contient. Cette information serait ensuite transmise au solvant lors de la dilution suivante.

### La dilution korsakovienne (K)
La dilution K tient son nom de son inventeur, l’officier russe Semion Korsakov. Sur les champs de bataille, afin de pouvoir soigner un maximum de gens en un minimum de temps tout en limitant l’utilisation de flacons, il invente le système de dilution à flacon unique. Il conceptualise le procédé en 1829 en le définissant comme une technique qui repose sur la dynamisation.
Concrètement, la dilution K repose sur la diminution de la concentration des teintures mères en n’utilisant qu’un seul flacon pour l'ensemble de la procédure, pour réaliser les dilutions, en le vidant à chaque fois de son contenu pour le remplir à nouveau de solvant.
Après avoir versé 1 % de la souche (teinture mère) dans 99 % de solvant, on agite la solution avant de vider le récipient. Considérant qu’il reste de la solution sur la paroi du récipient, soit une dilution à 1K, ce reste sera la base nécessaire pour la dilution suivante. On répète ensuite l’opération pour obtenir la dilution 2K, puis 3K, etc. Pour une dilution à 200K, utilisée pour la préparation de l'oscillococcinum, cela revient à rincer 200 fois un récipient avec un solvant et en utilisant le procédé de dynamisation entre chaque dilution. Si on considère les cinq dernières dilutions, le résultat est constitué de 99,99999999 % d'eau utilisée pour faire les cinq dernières dilutions et de 0,00000001 % issue des dilutions antérieures. Cette méthode permet des dilutions plus hautes que celles hahnemanniennes qui elles vont en France jusqu’à la 30CH.
La correspondance avec les dilutions hahnemanniennes reconnue à ce jour est que la dilution 6K correspond à la dilution 4CH, 30K = 5CH, 100K = 6CH, 200K = 7CH et 1000K = 9CH ; toutefois, la dernière correspondance logique établie est la 10.000K dénommée 10MK qui équivaut à la dilution hannemannienne de 15CH. Par conséquent, les très hautes dillutions korsavoviennes situées au-delà, à savoir 50MK (50.000K), 100MK (100.000K), ou 1MMK (1.000.000K) ou hahnemannienne 200 CH ne trouvant aucune correspondance entre elles, les tableaux cliniques sur les hautes dilutions korsakoviennes et hahnemanniennes doivent dès lors être étudiés ou prescrites de manière distinctes, les effets recherchés sur un même remède en très hautes dilutions étant dissemblables.

## Les débats sur le mécanisme d'action de la dilution homéopathique
Actuellement, il y a peu d’explications compatibles avec les connaissances physiques et chimiques actuelles des effets supposés des dilutions homéopathiques.
Les niveaux de dilutions sont tels que, selon les principes de la Chimie, il ne peut demeurer de substance active dans le produit fini.
Pour citer la commission de la Haute autorité de santé (HAS) chargée de l’évaluation de l’homéopathie : 
"comme de toutes les médecines « complémentaires ou alternatives » [l’évaluation de l’homéopathie] est parfaitement possible. Il suffit d’évaluer les résultats obtenus, sans s’intéresser aux théories sous-jacentes. De telles évaluations sont régulièrement menées depuis des décennies. Toutes concluent à l’absence de preuve en faveur d’un effet spécifique, c’est-à-dire lié à la pratique ou au produit, au-delà de l’effet placebo."
Il en ressort que la HAS a invalidé l'utilisation en médecine et invité à l'arrêt du remboursement des traitements homéopathiques.
Une revue systématique et rigoureuse et une méta-analyse n'a trouvé aucune étude fiable permettant d’invalider cette hypothèse : les résultats d’un traitement homéopathique sont indiscernables de ceux d'un placebo.
Toutefois, certaines études effectuées en laboratoire (in vitro et in vivo) montrent une action biologique des dilutions homéopathiques :
- l’étude “Comparative Analysis of Gelsemine and Gelsemium sempervirens Activity on Neurosteroid Allopregnanolone Formation in the Spinal Cord and Limbic System[22] qui met en lumière le rôle des dilutions de gelsemium dans le contrôle de l’anxiété,
- les études sur la dégranulation des basophiles par l’histamine telles que “Histamine dilutions modulate basophil activation” (2004)[23] ou “Sensitive flow cytometric method to test basophil activation influenced by homeopathic histamine dilutions”[24] (2003) ou encore “Inhibition of human basophil degranulation by successive histamine dilutions: results of a European multi-centre trial” (1999)[25].